# Малонехворощанська сільська рада
Малонехворощанська сільська рада — колишній орган місцевого самоврядування у Машівському районі Полтавської області з центром у c. Мала Нехвороща.

## Населені пункти
Сільраді були підпорядковані населені пункти:
- c. Мала Нехвороща
- с. Свистунівка